# 통일로 (경주시)
| 포석정, 내남면 방면 ← 남산순환로 | 통일로 | 불국사, 양산 방면 산업로 → |
| -------------------------------- | ------ | -------------------------- |

통일로(Tongil-ro)는 대한민국의 경상북도 경주시 도지동 통일전삼거리 시작하여, 배반동을 거쳐 사천왕사지삼거리까지 연결하는 도로이다.

## 노선 경로
- 통일전삼거리- 산업로 (국도 제7호선)
- 동방교 (남천)
- 석탑교
- 화랑교 (남천)
- 사천왕사지삼거리 - 산업로 (국도 제7호선)

## 주요 건물 및 시설
- 경북산림환경연구원 - 경상북도 경주시 통일로 367

## 같이 보기
- 경주 남산